# Грінвуд (округ Вернон, Вісконсин)
Грінвуд (англ. Greenwood) — місто (англ. town) в США, в окрузі Вернон штату Вісконсин. Населення — 923 особи (2020).

## Демографія
Згідно з переписом 2010 року, у місті мешкало 847 осіб у 228 домогосподарствах у складі 180 родин. Було 285 помешкань
Расовий склад населення:
| - 98,8 % — білих - 0,8 % — чорних або афроамериканців |

До двох чи більше рас належало 0,4 %. Частка іспаномовних становила 0,5 % від усіх жителів.
За віковим діапазоном населення розподілялося таким чином: 40,0 % — особи молодші 18 років, 52,6 % — особи у віці 18—64 років, 7,4 % — особи у віці 65 років та старші. Медіана віку мешканця становила 23,5 року. На 100 осіб жіночої статі у місті припадало 106,6 чоловіків;  на 100 жінок у віці від 18 років та старших — 105,7 чоловіків також старших 18 років.
Середній дохід на одне домашнє господарство  становив 49 744 долари США (медіана — 38 393), а середній дохід на одну сім'ю — 53 573 долари (медіана — 41 964). Медіана доходів становила 20 568 доларів для чоловіків та 26 406 доларів для жінок. За межею бідності перебувало 46,0 % осіб, у тому числі 65,0 % дітей у віці до 18 років та 13,6 % осіб у віці 65 років та старших.
Цивільне працевлаштоване населення становило 333 особи. Основні галузі зайнятості: сільське господарство, лісництво, риболовля — 31,5 %, виробництво — 16,2 %, освіта, охорона здоров'я та соціальна допомога — 13,2 %, роздрібна торгівля — 10,8 %.